# Sanatoriumbos
Het Sanatoriumbos is een bosgebied in de Nederlandse plaats Zeist-Noord, gelegen langs de snelweg de A28 en vlak bij de L-flat, de grootste flat van Nederland.
Het behoort toe aan de psychiatrische kliniek die oorspronkelijk het Christelijk Sanatorium voor Zenuwlijders heette. Het sanatorium was gebouwd in 1902/1903 op een daartoe aangekocht terrein van ongeveer 60 hectare jachtbos (warande) van de oorspronkelijke overplaats van het landgoed Vollenhove, het zogenaamde Parmentiersvak. In 1992 is het sanatorium gefuseerd met o.a. het Willem Arntsz Huis, de Willem Arntsz Hoeve en meer herstellingsoorden tot de H.C. Rümke groep (genoemd naar psychiater Henricus Cornelius Rümke, 1893 - 1967), die vervolgens in 2000 samen met de Riaggs uit de regio Utrecht is opgegaan in Altrecht, de stichting voor de Geestelijke Gezondheidszorg in de regio Utrecht.
Oorspronkelijk was het bos alleen toegankelijk voor patiënten/cliënten van het sanatorium, maar in 1995 werd het opengesteld voor het publiek. Het is herhaaldelijk verkleind door aanleg van woonwijken en wegen; van de oorspronkelijke 62 hectare resteren er in 2020 nog circa 25.
Het bos is gelegen op een stuwwal daterend uit het Saalien. Het fungeert als 'groene long'. Het is een gevarieerd bos met vliegdennen maar ook veel andere soorten loof en naaldbomen en coniferen, deels aangelegd op een stuifduinenlandschap.